# Meester van Dreux Budé

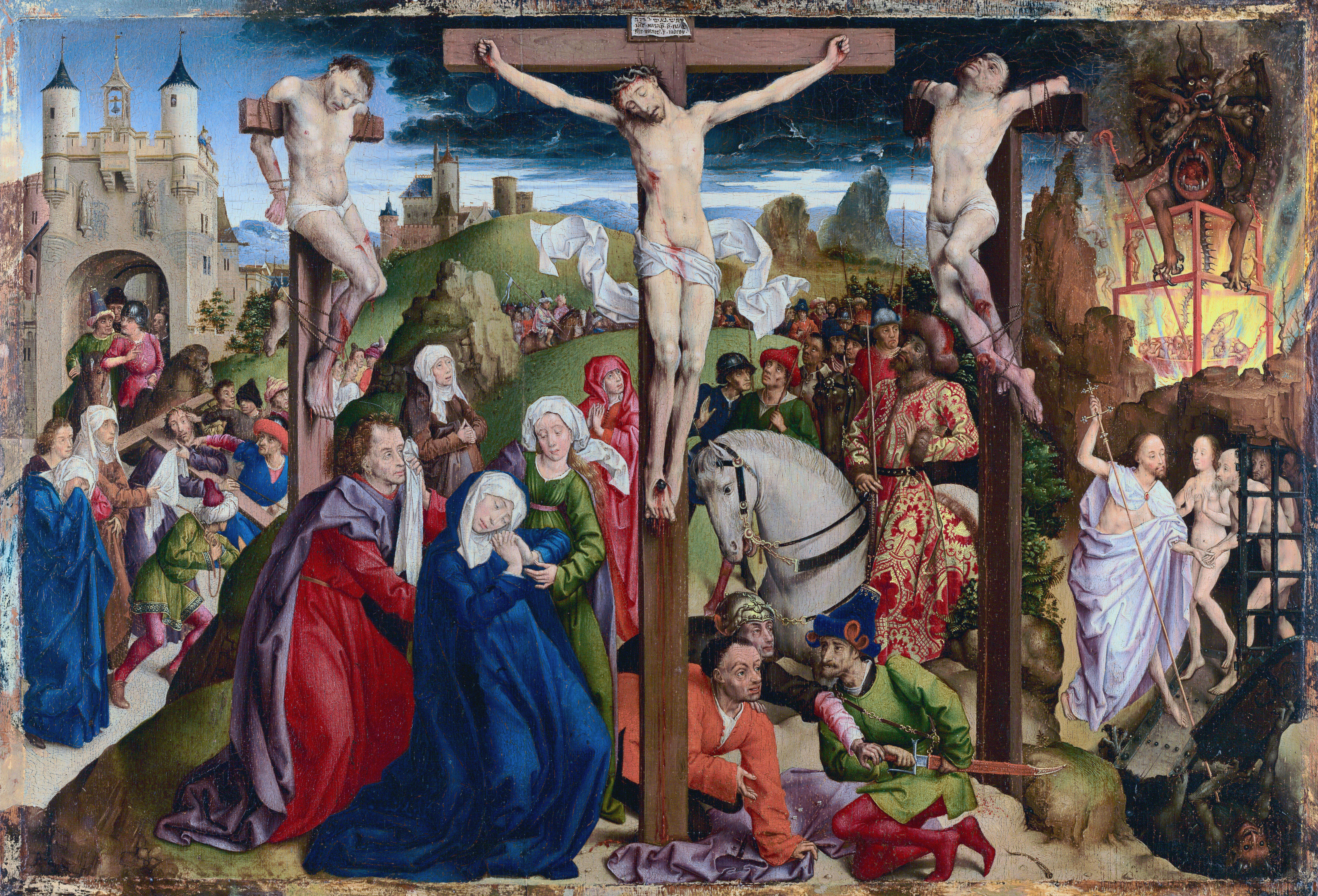
Kruisiging, Getty Center, Los Angeles

De Meester van Dreux Budé  is de noodnaam voor een schilder en boekverluchter die op basis van zijn stijlkenmerken zijn opleiding kreeg in Vlaanderen en daarna werkzaam was in Parijs omstreeks de helft van de 15e eeuw.

## Werken

### Schilderwerken
Hij kreeg zijn noodnaam in 1990 van Charles Sterling naar een retabel met de kruisiging, nu in het J. Paul Getty Museum in Los Angeles, dat gemaakt werd in opdracht van Dreux Budé en zijn echtgenote Jeanne Peschard. Dreux Budé was notaris, meester in de rechten en secretaris van Karel VII en Lodewijk XI. Het retabel werd gemaakt voor de privékapel van het echtpaar, gewijd aan de Maagd Maria en aan de heilige Christoffel, in de kerk van Saint-Gervais. De zijpanelen van dit werk, met de stichters en hun kinderen bevinden zich momenteel in het Musée Fabre in Montpellier en in het Louvre. Het paneel in het Musée Fabre stelt de verrijzenis voor met Jeanne Peschard en haar dochters Jacquette en Catherine begeleid door de heilige Catharina; het paneel in het Louvre toont de Judaskus met Dreux Budé en zijn zoon Jean begeleid door de heilige Christoffel.

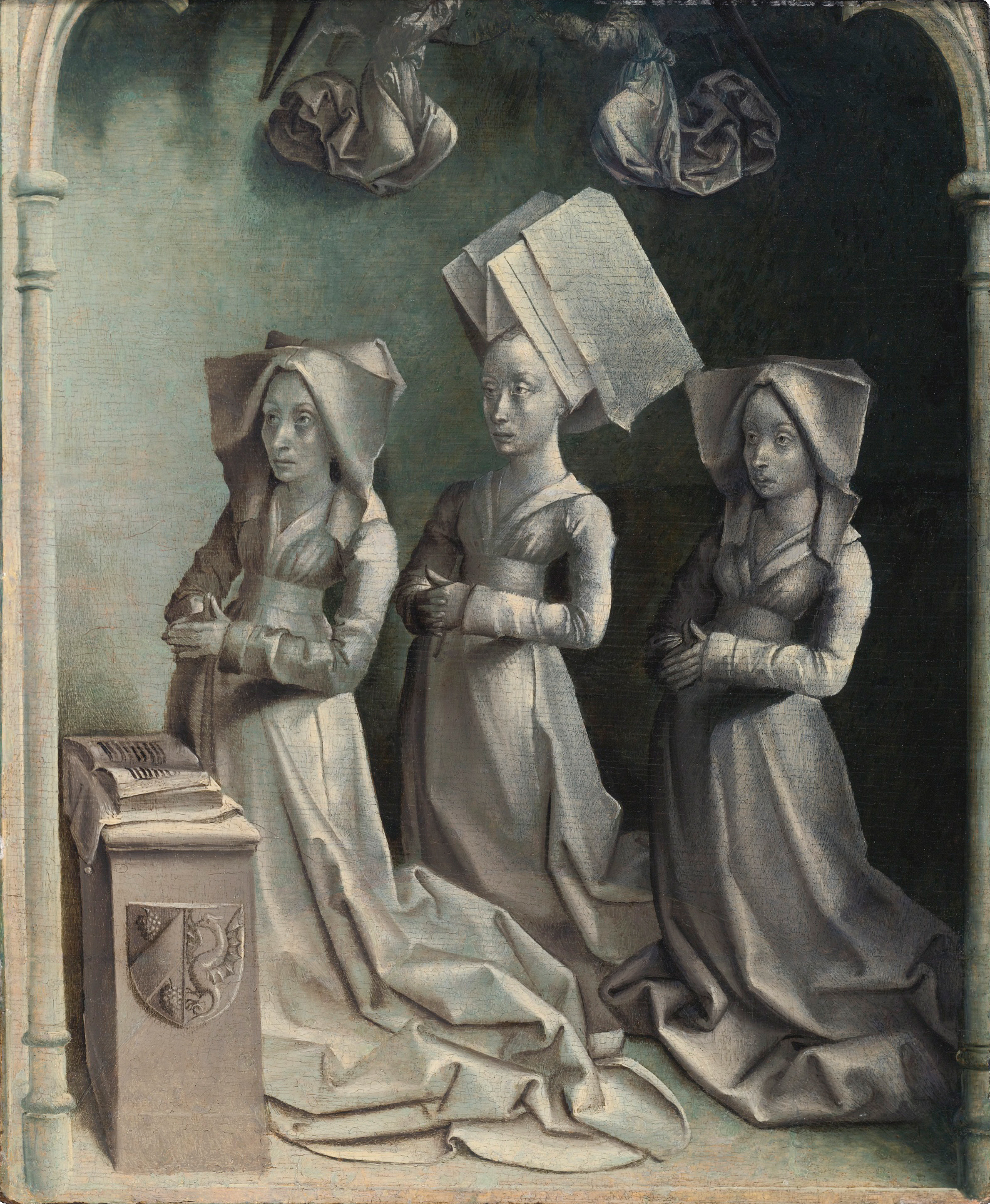
Jeanne Peschard en haar dochters Jacquette en Catherine, privécollectie.

Een tweede werk dat aan hem wordt toegeschreven is een eiken paneeltje eveneens met Jeanne Peschard en haar dochters Jacquette en Catherine dat werd geveild bij Sotheby’s op 3 juli 2012.

### Handschriften
- Frontispiceminiatuur in Le livre de bonnes moeurs van Jacques Legrand, Koninklijke Bibliotheek van België, Brussel ms. 11063
- Speculum humanae salvationis (Franstalige versie: Le Miroir de l’humaine salvation de l’abbaye d’Einsiedeln), Stiftsbibliothek, Einsiedeln, cod. 206(49)
- Visitatie in een getijdenboek, Musée des Beaux-Ats, Dijon, Inv.2196

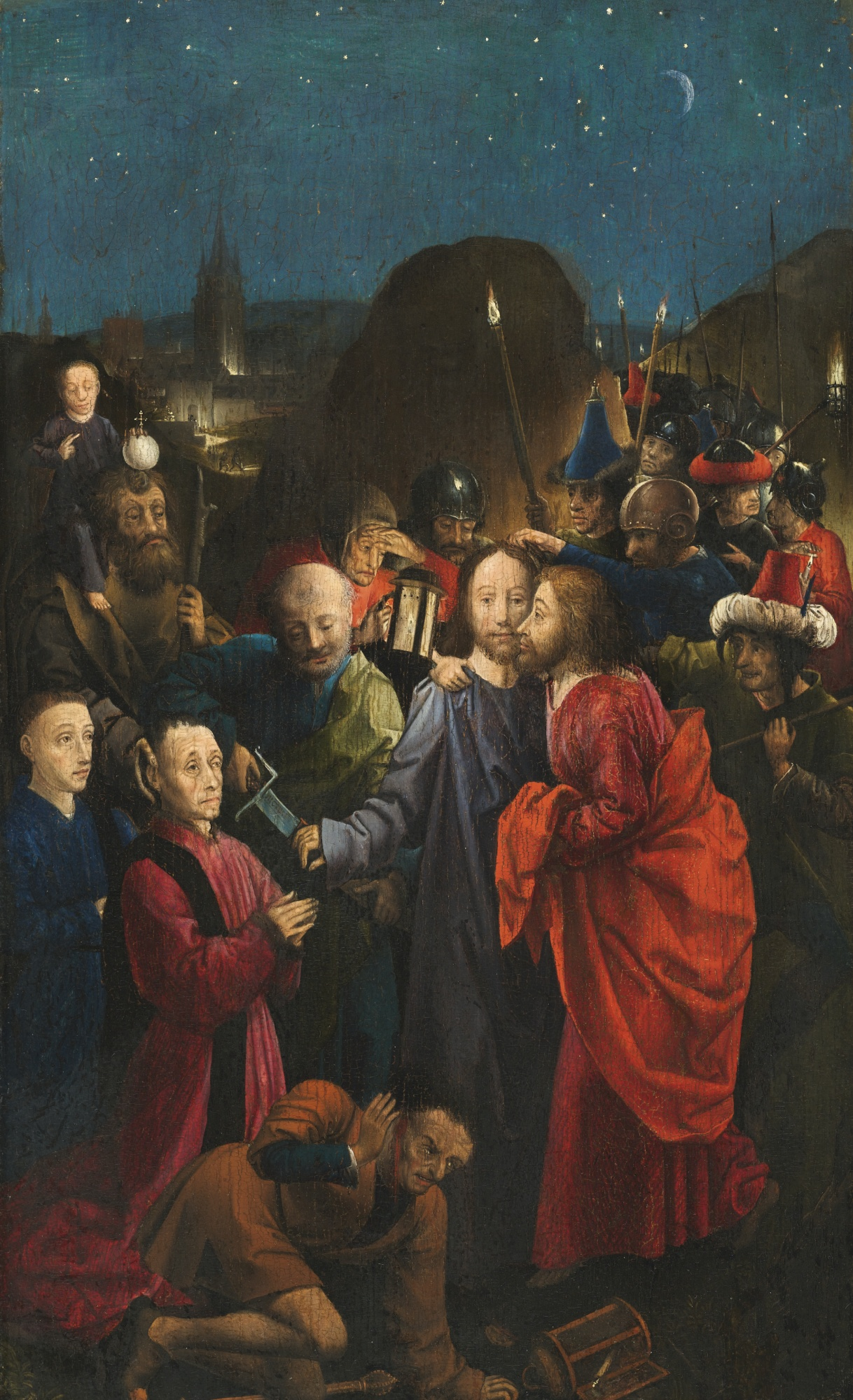
Kruisiging van het het Getty museum, rechter zijvleugel, de Judaskus met Dreux Budé en zijn zoon Jean begeleid door de heilige Christoffel, Louvre.

## Identificatie met André van Ieper
In 1993 lanceerde Nicole Reynaud de hypothese dat de Meester van Dreux Budé kon vereenzelvigd worden met André van Ieper, ze baseerde zich hierbij vooral op stijlkenmerken tussen het werk van de anonieme meester en dat van de Meester van Coëtivy, een van de belangrijkste schilders in de tweede helft van de 15e eeuw in Parijs, waarin Nicole Reynaud, Colin d’Amiens herkende, de zoon van André van Ieper. Volgens haar was deze meester actief in Parijs van voor 1450 tot voor 1478 Maar ondertussen bleek uit een document met de rekening van de lijkkleden gebruikt in de collegiale kerk van Sint Waltrudis in Bergen dat in juli 1450 “Andrieu d’Ippre, peintre de Paris, trespasset à Mons en revenant des pardons de Rome” (André van Ieper, een Parijse schilder, overleed in Bergen op zijn terugkeer van een pelgrimsreis naar Rome). Dit reduceert de tijd dat André van Ieper actief was in Parijs tot een periode van vijf jaar namelijk van 1445 tot 1450. De toeschrijving van de kruisiging van de Meester van Dreux Budé aan André van Ieper komt hierdoor in het gedrang.
Verder onderzoek heeft aangetoond dat de Kruisiging gemaakt voor Dreux Budé en zijn echtgenote Jeanne Peschard, waarvan het middenpaneel nu bewaard wordt in het J. Paul Getty Museum in Los Angeles waarschijnlijk ouder is dan eerst werd aangenomen. André van Ieper zou een valabel kandidaat voor de uitvoering van dit werk blijven.
Er zijn een aantal kunsthistorici die de these van Nicole Reynaud onderschrijven en dus in de Meester van Dreux Budé, André van Ieper herkennen, maar er zijn evengoed een aantal andere kunsthistorici die deze these verwerpen. Het laatste woord hierover is dus nog niet gezegd.

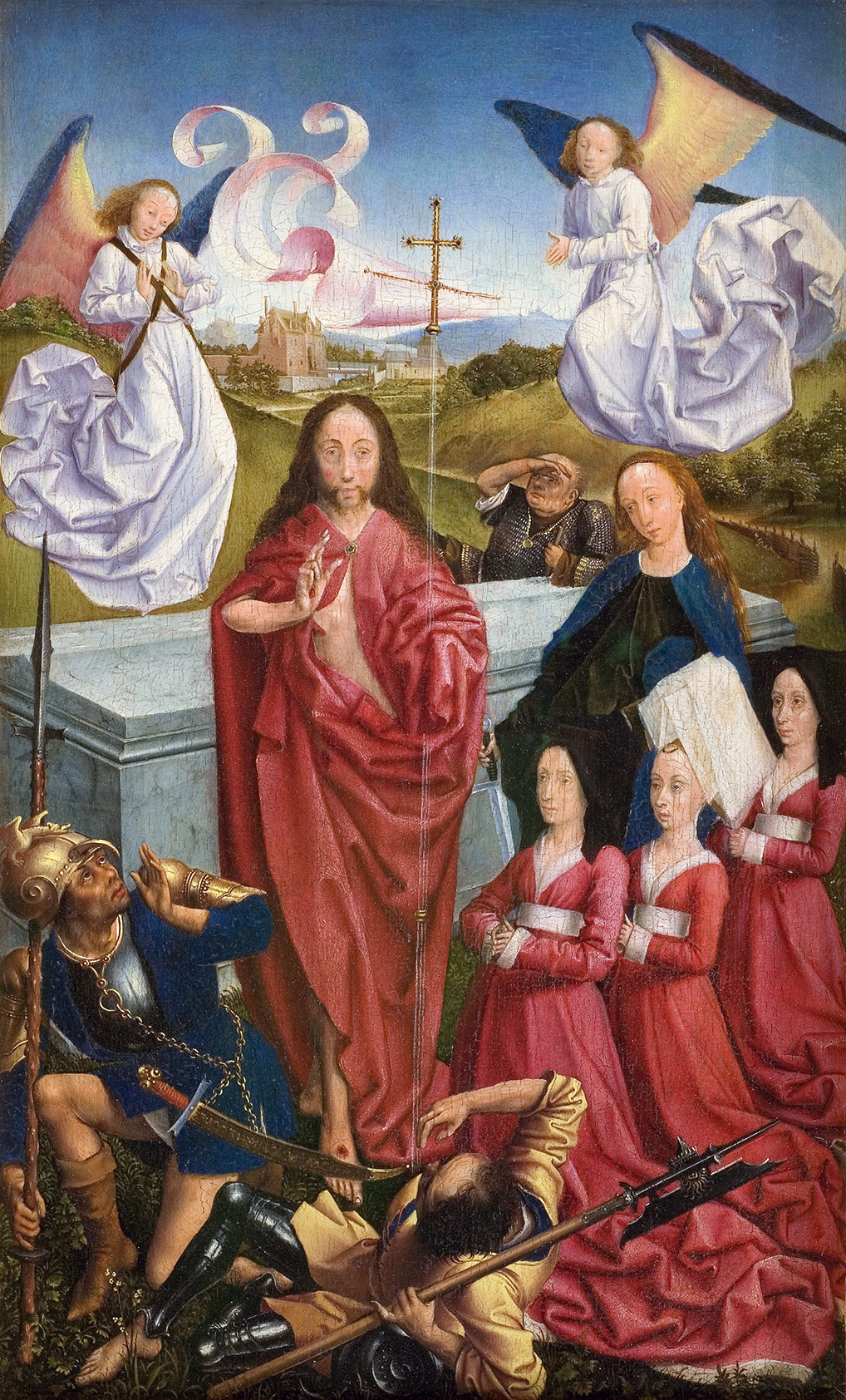
Kruisiging van het het Getty museum, linker zijvleugel, Jeanne Peschard en haar dochters Jacquette en Catherine, Musée Fabre.

## Stijlkenmerken
Deze meester introduceerde een nieuwe stijl in Parijs in vergelijking met de toen gangbare mode die we kennen van onder andere de Bedford-meester en zijn opvolger de Dunois-meester. Ook al kende de Vlaamse ars nova stijl een doorbraak in Parijs na de vrede van Tours in 1444, bleven de werken die men maakte in de eerste helft van de 15e eeuw trouw aan de gebruikelijke hoofse stijl. Het was Deze meester van Dreux-Budé die deze nieuwe stijl introduceerde. Zijn werk leunde sterk aan bij het werk van Robert Campin en van Rogier van der Weyden en bij de Vlaamse primitieven.